# Dick McGlynn
Richard Anthony "Dick" McGlynn, född 19 juni 1948 i Medford i Massachusetts, är en amerikansk före detta ishockeyspelare.
McGlynn blev olympisk silvermedaljör i ishockey vid vinterspelen 1972 i Sapporo.